# Mnichov (district de Domažlice)
Pour les articles homonymes, voir Mnichov.
Mnichov  (en allemand : Münchsdorf) est une commune du district de Domažlice, dans la région de Plzeň, en République tchèque. Sa population s'élevait à 219 habitants en 2017.

## Géographie
Mnichov se trouve à 4 km au sud-ouest du centre de Poběžovice, à 14 km au nord-ouest de Domažlice, à 52 km au sud-ouest de Plzeň et à 137 km à l'ouest-sud-ouest de Prague.
La commune est limitée par Poběžovice et Hvožďany au nord, par Poběžovice à l'est, par Nový Kramolín et Postřekov au sud, et par Nemanice à l'ouest.

## Histoire
La première mention écrite de la localité date de 1550.